# FADEC

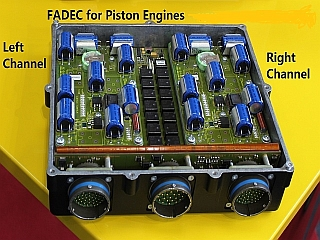
Un FADEC per motori a pistoni. Si noti come internamente sia composto di due unità gemelle dedicate ciascuna al suo canale (in questo caso destro o sinistro)

Il Full Authority Digital Engine (o Electronics) Control (FADEC) è un sistema automatico di controllo dei parametri e prestazioni di un motore aeronautico.
È normalmente costituito da un computer digitale chiamato EEC (Electronic Engine Controller) o ECU (Engine Control Unit) collegato a sensori ed attuatori che controllano tutti gli aspetti delle prestazioni del motore. Sistemi FADEC sono stati sviluppati sia per motori a combustione interna che per motori a reazione

## Storia
Lo scopo del sistema di controllo è quello di operare il motore alla massima efficienza per ogni condizione di funzionamento richiesta senza eccedere i limiti propri di ciascun motore. La complessità del compito è proporzionale alla complessità del motore ed alle condizioni operative. In origine il sistema di controllo consisteva in diversi collegamenti ed interruttori elettromeccanici azionati dal pilota. Con il crescere della complessità (ed il numero) dei motori installati, è stato necessario dedicare un terzo membro d'equipaggio (il tecnico di volo) al controllo dei parametri dei motori. Il pilota, agendo sulla manetta, otteneva una spinta, ma i controllori idromeccanici interni al motore non potevano tener conto del naturale degradamento delle prestazioni del motore col tempo, da qui la necessità, da parte del pilota, di verificare che la spinta richiesta non eccedesse le limitazioni (temperatura gas di scarico, velocità rotazione, pressione e temperatura olio etc.) del motore.
Successivamente vennero introdotti controlli automatici analogici che, modulando segnali elettrici, comandavano gli attuatori necessari alla variazione dei parametri di funzionamento del motore. Il sistema era un evidente passo avanti rispetto ai controlli idromeccanici, ma tra gli svantaggi si aggiungevano le comuni interferenze elettriche e problemi di affidabilità. Il primo controllo analogico è stato usato negli anni '60 come componente del motore Rolls Royce Olympus 593 installato sull'aereo da trasporto supersonico Concorde. Il controllo della presa d'aria, componente ancora più critico, era digitale nei velivoli di produzione.
Il passo seguente fu l'introduzione di un sistema di controllo elettronico digitale. Verso al fine degli anni '70, la NASA e la Pratt and Whitney provarono il primo FADEC sperimentale, a bordo di un F-111 equipaggiato con un motore sinistro Pratt & Whitney TF30 notevolmente modificato. La sperimentazione portò alla nascita del Pratt & Whitney F100 e del Pratt & Whitney PW2000, rispettivamente i primi motori militari e civili ed equipaggiati con FADEC e successivamente al Pratt & Whitney PW4000, il primo motore commerciale "dual FADEC".  Il primo FADEC entrato in servizio fu sviluppato dalla Dowty & Smiths Industries Controls per il motore Pegasus dell'Harrier II.

## Principio di funzionamento
Un controllo FADEC non è aggirabile da alcun controllo manuale, nemmeno in caso di avaria del sistema, da qui la dicitura di "full authority" (controllo totale).  Se il FADEC va in avaria, il motore si spegne.
Il FADEC lavora ricevendo in ingresso diverse informazioni, incluse le condizioni di volo correnti, la densità dell'aria, la posizione della manetta, la temperatura dei gas di scarico, il numero dei giri delle turbine e molte altre. Queste informazioni vengono continuamente acquisite e processate dall'EEC decine di volte al secondo.  I parametri del motore tra cui il flusso di carburante, la posizione dei vani statorici e delle valvole di sfogo, l'accensione delle candelette ed altri sono calcolati e regolati dal FADEC per i vari regimi di funzionamento mediante attuatori o servocomandi. Il FADEC controlla anche l'intera sequenza di avviamento e regola i parametri di controllo per garantire la migliore efficienza del motore per una data condizione di volo.
Il FADEC è programmato per proteggere il motore prevenendo operazioni al di fuori dei suoi limiti costruttivi senza intervento da parte dei piloti, per esempio limitando la velocità di rotazione o mantenendo la temperatura dei gas di scarico (EGT) nei limiti. Registra i parametri di funzionamento (con le eventuali anomalie che si fossero presentate durante il volo) per metterle a disposizione del personale di manutenzione nelle risoluzioni di inconvenienti.

### Sicurezza del volo
Con il completo affidamento del controllo del motore al sistema automatico si sono venute a creare delle preoccupazioni circa la sicurezza del volo. La necessaria ridondanza è assicurata da due o più canali digitali distinti, ognuno dei quali servito dai propri sensori ed attuatori. In pratica ogni FADEC è composto di due unità complete che lavorano indipendentemente l'una dall'altra. Nelle normali operazioni un canale controlla il motore, mentre l'altro sorveglia in background il corretto funzionamento del sistema. Nel caso di avaria del canale attivo (o di un suo sottosistema), il canale di riserva prende il controllo. Ad ogni avviamento del motore, circuiti di autodiagnosi controllano il corretto funzionamento del FADEC stesso e dei suoi accessori digitali.

### Applicazioni
Si possono illustrare le funzioni del FADEC con un tipico volo di un aeromobile civile da trasporto. Il pilota inserisce nel flight Management System (FMS) i dati di volo quali la direzione ed intensità del vento, la pista in uso e la rotta assegnata dal controllo del traffico aereo. A partire da questi dati e dalle informazioni contenute nel database di navigazione, l'FMS calcola la spinta necessaria al decollo. Il piloti impostano la manetta per la spinta richiesta ed il FADEC, basandosi sulla posizione della manetta, gestisce tutti gli attuatori e servocomandi perché il motore eroghi la spinta necessaria. Una volta in volo, data la variabilità delle condizioni ambientali (umidità, pressione, temperatura, etc.) sono necessari frequenti aggiustamenti per mantenere la massima efficienza del motore per la spinta richiesta. Tutte queste variazioni necessarie restano sempre a carico del FADEC che, nello stesso tempo, mantiene i parametri di funzionamento all'interno delle limitazioni costruttive. I piloti non hanno alcun modo di intervenire sulle prestazioni del motore se non regolando la posizione della manetta.

## Vantaggi
- Miglior efficienza
- Protezione automatica del motore dal superamento dei limiti
- Ridondanza interna in caso di avaria
- Ridotto impegno dei piloti per la gestione del motore
- Possibilità di utilizzo dello stesso hardware su una stessa classe di motori con spinte differenti riprogrammando solo il software del FADEC
- Gestione automatica dell'avviamento del motore
- Miglior integrazione del motore con gli altri sistemi dell'aeromobile
- Diagnostica e monitoraggio continuo delle prestazioni del motore
- Riduce il numero dei parametri che devono essere monitorati dall'equipaggio
- A causa dell'alto numero dei parametri in ingresso, il FADEC può sopperire a sensori in avaria (Fault Tolerant)

## Svantaggi
- Impossibilità da parte dei piloti di comandare il motore manualmente in caso di avaria del FADEC
- Alta complessità del sistema in confronto a controlli idromeccanici, analogici o manuali
- Alti costi di sviluppo e certificazione

## Sviluppi futuri
Attualmente i FADEC sono composti da una unità centralizzata che riceve in ingresso dati dai sensori e controlla gli attuatori in retroazione. Questo permette di localizzare in una zona del motore relativamente riparata da alte temperature, vibrazioni ed agenti esterni, la delicata elettronica necessaria. Lo svantaggio associato a questa configurazione è dato dalla necessità di una complessa rete di cavi necessari al trasporto delle informazioni tra il FADEC e i suoi sensori ed attuatori. Inoltre, la centralizzazione in una sola unità di tutta la logica di controllo rende meno semplice la modularizzazione dell'impianto e la sua adattabilità a differenti configurazioni a tutto svantaggio della riduzione dei costi di sviluppo e progettazione. In futuro si prevede di decentralizzare e "distribuire" funzioni ora svolte all'interno del FADEC direttamente nei sensori e negli attuatori "intelligenti", in grado di dialogare tra loro attraverso una linea dati comune. Dal momento che i sensori e gli attuatori devono lavorare in zone del motore soggette a maggiori stress termici e meccanici, la sfida tecnologica è di produrre elettronica affidabile che operi in ambienti ad alta temperatura (anche fino a 500 °C) e che possa comunicare in radiofrequenza tra le varie componenti del sistema. Decentralizzando le funzioni del FADEC nei suoi componenti, si migliora la "modularità" del sistema, permettendo di poter adattare FADEC nati per motori differenti e standardizzando sensori ed attuatori a vantaggio dei costi di produzione delle parti.